# إصلاحات أغسطس الدستورية

كانت إصلاحات أغسطس الدستورية سلسلة من القوانين التي سنها الإمبراطور الروماني أغسطس بين عام 30 ق.م و 2 ق.م، والتي حولت دستور الجمهورية الرومانية إلى دستور الإمبراطورية الرومانية. العصر الذي بدأ عندما قام أغسطس (غالبًا ما يطلق عليه المؤرخون أوكتافيان) بهزيمة مارك أنتوني وكليوباترا في الحرب الأخيرة للجمهورية الرومانية في عام 30 ق.م، وانتهى عندما منح مجلس الشيوخ الروماني أغسطس لقب «باتر باتريا» في عام 2 ق.م.

## الإطار الجمهوري

### الدستور التاريخي
كان دستور الجمهورية الرومانية دستورًا غير مكتوب في الغالب والذي تطور تلقائياً عند تأسيس الجمهورية في عام 509 ق.م. تم التركيز بشكل كبير على العرف، موس مايوروم («طرق الشيوخ»)، في إدارة شؤون روما. كانت أهم المؤسسات في الإطار الجمهوري هي القناصل، وألاطربون، وحكام المقاطعات، ومجلس الشيوخ.
- القناصل - تم انتخاب قنصلين كل عام (يخدمان لمدة عام واحد) للعمل كرؤساء تنفيذيين على الحكومة الجمهورية. قاد القناصل القوات العسكرية للجمهورية، وكان بإمكانهم عقد مجلس الشيوخ وإقامة الأعمال عنه، وكان بإمكانهم عقد أي من المجالس التشريعية للجمهورية ووضع الأعمال عنهم، وإجراء العلاقات الخارجية للجمهورية مع السياسات الأخرى. بمرور الوقت، تم تحويل الوظائف المحلية للقناصل تدريجياً إلى مسؤولين آخرين (تولى الحكام الوظائف القضائية وتولى الإيديل المهام الإدارية)، مما أدى إلى عمل القناصل في المقام الأول كشخصيات عسكرية. وضعت سلطتهم الإمبريوم (السلطة العسكرية) جميع الحكام العسكريين تحت قيادتهم. في حين كانت سلطتهم العسكرية محدودة داخل مدينة روما نفسها، كانت سلطاتهم مطلقة خارج حدودها. لمنع الفساد في ذلك المنصب، كان لكل قنصل سلطة الاعتراض على زميله، مع السلبيات التي تهزم دائمًا الإيجاب. بعد عام في المنصب، يتم تعيين القناصل السابقين من قبل مجلس الشيوخ للعمل كمحافظين (Proconsul) لإحدى مقاطعات الجمهورية.